# Remain (EP)
Remain (estilizado como REMAIN) é o segundo extended play do grupo masculino sul-coreano KNK. Contém cinco faixas, incluindo a faixa principal U.

## Lançamento
No dia 7 de novembro de 2016, a YNB Entertainment anunciou o retorno do KNK, compartilhando a imagem da capa do segundo extended play, intitulado Remain, através de suas redes sociais. A lista de faixas foi revelada no dia 10 de novembro, revelando que Kim Tae-joon trabalhou mais uma vez com o grupo como produtor, enquanto as faixas Goodbye e Tonight foram compostas pelos membros Yoojin e Heejun.
Em 13 de novembro, o grupo lançou uma pré-visualização do álbum, mostrando uma prévia de cada faixa. Um conjunto de imagens teasers individuais foram lançadas no dia seguinte. No dia 15 de novembro, a faixa principal, intitulada U, foi lançada. No dia seguinte, foi anunciado que os membros e a gravadora não tinham planos de lançar nenhum vídeo musical para a faixa, por problemas de qualidade. O álbum foi lançado oficialmente em 17 de novembro de 2016. Ele também foi lançado como um download digital em vários portais de música.

## Promoção
Em 17 de novembro de 2016, o KNK realizou seu show de retorno ao vivo por Naver V Live, onde eles performaram Love in The Ice do TVXQ, bem como suas novas músicas I Know e U. O grupo então fez sua apresentação de retorno no começo do 18º episódio do Music Bank, Show! Music Core no dia 19 e Inkigayo no dia 20.

## Lista de Faixas
| N.º            | Título         | Letras         | Música               | Duração |  |
| 1.             | "Stay"         | Kim Taejoo     | Kim Taejoo           | 1:39    |  |
| 2.             | "U"            | Kim Taejoo     | Kim Taejoo           | 3:36    |  |
| 3.             | "Beauty"       | Kim Taejoo     | Kim Taejoo           | 3:26    |  |
| 4.             | "I Know"       | Kim Taejoo     | Kim Taejoo           | 3:21    |  |
| 5.             | "Goodbye"      | Kim Yoojin     | Kim Yoojin           | 3:00    |  |
| 6.             | "Tonight"      | Oh Heejun      | Oh Heejun Kim Taejoo | 3:14    |  |
| Duração total: | Duração total: | Duração total: | Duração total:       | 18:16   |  |

## Histórico
| Região               | Data                   | Formatos         | Distribuidor                    |
| -------------------- | ---------------------- | ---------------- | ------------------------------- |
| Coreia do Sul, mundo | 17 de novembro de 2016 | digital download | YNB Entertainment, CJ E&M Music |
| Coreia do Sul        | 17 de novembro de 2016 | CD               | YNB Entertainment, CJ E&M Music |